# Jagdsteuer (Deutschland)
Die Jagdsteuer ist in Deutschland eine Gemeindesteuer. Sie kann als Aufwandsteuer kraft landesgesetzlicher Ermächtigung erhoben werden. Steuerpflichtig ist üblicherweise der Jagdausübungsberechtigte. Sowohl Festsetzung als auch Ertragshoheit obliegen den Gebietskörperschaften, also den Stadt- beziehungsweise Landkreisen. Die Jagdsteuer zählt zu den Bagatellsteuern und wird nicht mehr in allen Bundesländern erhoben. Im Jahr 2012 wurden rund 12,8 Mio. € Jagd- und Fischereisteuer eingenommen.
Die Steuer wird jährlich auf der Grundlage des Jahresjagdwerts bzw. bei Verpachtung auf den vom Pächter zu entrichtenden Pachtpreis (incl. MwSt.) erhoben, bei der Fischereisteuer zählt die Anzahl der Fischereibezirke.
Rechtsgrundlage sind die Kommunalabgabengesetze der Länder in Verbindung mit der jeweiligen kommunalen Satzung.
In folgenden Bundesländern wird keine Jagdsteuer erhoben: Bayern, Berlin, Brandenburg, Hamburg, Bremen, Mecklenburg-Vorpommern, Sachsen, Sachsen-Anhalt. In Nordrhein-Westfalen ist die Jagdsteuer zu Beginn 2013 abgeschafft worden. Im Saarland erhoben bis Anfang 2020 noch der Landkreis Saarlouis und bis Ende 2019 der Saarpfalz-Kreis eine Jagdsteuer.